# NGC 6189
NGC 6189 (ook: NGC 6191) is een balkspiraalstelsel in het sterrenbeeld Draak. Het hemelobject werd op 3 augustus 1885 ontdekt door de Amerikaanse astronoom Lewis A. Swift.

## Synoniemen
- IRAS 16307+5944
- UGC 10442
- ZWG 299.3
- MCG 10-23-81
- ZWG 298.43
- PGC 58440